# ヨルサトゥ駅
ヨルサトゥ駅（トルコ語: Yolçatı Tren İstasyonu）は、東アナトリア地方エラズー県エラズーにある、トルコ国鉄（TCDD）の駅。
アダナ-クルタラン線と、当駅を起点とするヨルサトゥ-タトワン線との分岐駅である。ヨルサトゥ-タトワン線のヴァン湖エクスプレス列車は当駅からアダナ-クルタラン線を経由してアンカラ駅まで直通する。

## 隣の駅
トルコ国鉄
ヴァン湖エクスプレス
シェフカト駅 - ヨルサトゥ駅 - エラズー駅
南クルタランエクスプレス
シェフカト駅 - ヨルサトゥ駅 - ウルオヴァ駅